# 哈尔滨师范大学青冈实验中学校
哈尔滨师范大学青冈实验中学校，简称哈师大青冈实验中学、青冈实验中学或青冈八中,是由哈尔滨师范大学与青冈县政府联合创办的一所普通高中学校。学校位于中华人民共和国黑龙江省绥化市青冈县柞岗乡，成立于2014年。学校的现任校长是张苑勋，校党总书记是贾淑华。

## 校园规模
学校的总占地面积为23万平方米。设有三个学年。截止到2020年为止，由2015级老师管理的学年设22个班，其他学年设20个班。

## 领导团队
2020年
- 校长：张苑勋
- 副校长：贾淑华、李立杰、彭晓宏
- 党总书记：贾淑华
- 学年主任：
  - 高三：王春阳、孙天力（副）、赵永卫（副）

## 校园口号
- 校训：朴实 踏实 求实 博实
- 培养目标：平民本色 精英气质
- 校园精神：吃苦耐劳 追求卓越